# Slumber Party Massacre II
Slumber Party Massacre II (bra: O Massacre 2) é a sequência de Slumber Party: O Massacre de 1982, Produzido por Roger Corman, Dirigido por Deborah Brock. Com Crystal Bernard, Julliete Cummings e Heidi Kozak

## Elenco
- Crystal Bernard como Courtney Bates
- Kimberly McArthur como Amy
- Juliette Cummins como Sheila Barrington
- Patrick Lowe como Matt Arbicost
- Heidi Kozak como Sally Burns
- Joel Hoffman como T.J.
- Scott Westmoreland como Jeff
- Jennifer Rhodes como Sra. Bates
- Cindy Eilbacher como Valerie Bates
- Michael Delano como Officer Kreuger
- Hamilton Mitchell como Officer Voorhies
- Atanas Ilitch como The Driller Killer